# Norsk krigsleksikon 1940–1945
Norsk krigsleksikon 1940-1945 est une encyclopédie en norvégien couvrant la Seconde Guerre mondiale.
Elle a été publiée en 1995 par la maison d'édition J. W. Cappelens forlag. L'équipe de rédaction était composée de cinq rédacteurs : Hans Fredrik Dahl (en), Guri Hjeltnes (en), Berit Nøkleby (en), Nils Johan Ringdal (en) et Øystein Sørensen (en). Elle contient environ 1 000 articles, dont environ 500 biographies
.